# سنبل أباد (سنبل أباد)
سنبل أباد (بالفارسية: سنبل‌آباد) هي قرية تقع في إيران في قسم سنبل أباد الریفي. يقدر عدد سكانها بـ 772 نسمة .